# Гней Доміцій Агенобарб (понтифік)
Гней Доміцій Агенобарб (лат. Gnaeus Domitius Ahenobarbus, 188 до н. е. —165 до н. е.) — громадський діяч Римської республіки.

## Життєпис
Походив з роду нобілів Доміціїв. Син Гнея Доміція Агенобарба, консула-суфекта 162 року до н. е.
У 172 до н. е. кооптований до колегії понтифіків в дуже юному віці. Рано помер, від епідемії 165 року до н. е.

## Родина
- Син — Гней Доміцій Агенобарб, консул 122 року до н. е.